# 杨波 (体操运动员)
杨波（1973年7月8日—），浙江宁波人，原中国国家体操队运动员，强项为平衡木，是中國第一個平衡木世界冠軍。她曾在1990年到1993年间担任中国体操女队队长。

## 运动生涯
杨波从1980年开始练习体操，1984年入选浙江省体操队，1985年入选国家队。
杨波的强项是平衡木，她多次在国际邀请赛上夺得这个项目的冠军，如1988年古巴国际体操邀请赛和意大利国际体操大賽，1989年澳大利亚国际体操邀请赛和北京国际体操邀请赛，1990年法国巴黎国际体操大赛等等。同时她也获得了不少其它项目如高低杠和跳马的冠军。但是在体操最高级别的奥运会，世界锦标赛，世界杯上，却总是由于种种原因，出现失误，与奖牌失之交臂。
1990年，在比利时布鲁塞尔举行的第八届世界杯比赛总决赛中，杨波获得了平衡木金牌，达到了个人运动生涯的顶峰。杨波是中国体操队第三个登上世界冠军榜的女子运动员，前两位是马燕红（高低槓，1979年的世界體操錦標賽）和樊迪（高低槓，1989年的世界體操錦標賽）。两年后，国际体操联合会将杨波在比赛中展現的一个高难度平衡木动作（分腿結環跳）命名为“杨波跳”。
1992年的巴塞罗那奥运会杨波遭遇了滑铁卢，她先后从高低杠和平衡木上掉下来。1993年，杨波正式退役。

## 退役后生活
杨波退役后进入厦门大学广告系学习。毕业后，曾經在上海市的一家廣告公司上班，後來往演藝圈发展。她目前的身份是歌手和主持人。主要主持的节目有中央电视台的《梦圆夕阳红》，北京有线2台《绝对现场》，Channel V《非常中国》等节目。

## 命名动作
杨波强项是平衡木，一共有一个体操动作以她的名字命名：
- 杨波跳 - 分腿结环跳